# Entscheidung (Gericht)
Gerichtliche Entscheidungen sprechen Rechtsfolgen aus, stellen Rechtsverhältnisse fest oder treffen Anordnungen, die für den Fortgang des Verfahrens von Bedeutung sind.
Nach der Form der Entscheidung unterscheidet man Urteile, Beschlüsse und Verfügungen. Welche Form vorgeschrieben ist, ergibt sich aus den einzelnen Verfahrensordnungen.

## Urteil
Für wichtige Entscheidungen, vor allem solche, die ein gerichtliches Verfahren ganz oder teilweise abschließen, sieht das Gesetz meist die Form des Urteils vor, das in der Regel auf Grund einer mündlichen Verhandlung ergeht.

## Beschluss
Beschlüsse ergehen oft ohne mündliche Verhandlung oder nach freigestellter mündlicher Verhandlung. Durch sie wird manchmal nur über einzelne Verfahrensfragen entschieden. Es gibt aber auch verfahrensabschließende Beschlüsse, oder Verfahrensarten, in denen nach dem Gesetz generell in der Form eines Beschlusses entschieden wird, etwa in der freiwilligen Gerichtsbarkeit oder im Zwangsvollstreckungsverfahren.

## Verfügung
Prozessleitende Entscheidungen eines einzelnen Richters oder eines Rechtspflegers ergehen oft als Verfügung, sonst in Form eines Beschlusses.

## Entscheidungen in vereinfachten Verfahren (Deutschland)
Besondere Formen gerichtlicher Entscheidungen sind im deutschen Zivilprozess das Versäumnisurteil gemäß § 331 ZPO und der Vollstreckungsbescheid (§ 699 ZPO), im deutschen Strafprozess der Strafbefehl (§ 407 StPO), im deutschen Verwaltungsprozess – auch finanz- und sozialgerichtlichen Verfahren – der Gerichtsbescheid (§ 84 VwGO, § 90a FGO, § 105 SGG). Sie werden ohne mündliche Verhandlung (Hauptverhandlung) erlassen. Hierbei handelt es sich um Entscheidungen in einem vereinfachten Verfahren. Versäumnisurteil, Vollstreckungsbescheid, Strafbefehl und Gerichtsbescheid werden rechtskräftig, wenn kein Rechtsmittel eingelegt wird. Im Falle des Gerichtsbescheids kann eine Partei, statt ein Rechtsmittel einzulegen, auch mündliche Verhandlung vor dem Gericht beantragen, das den Gerichtsbescheid erlassen hat.

## Beispieltexte für eine einstweilige Verfügung

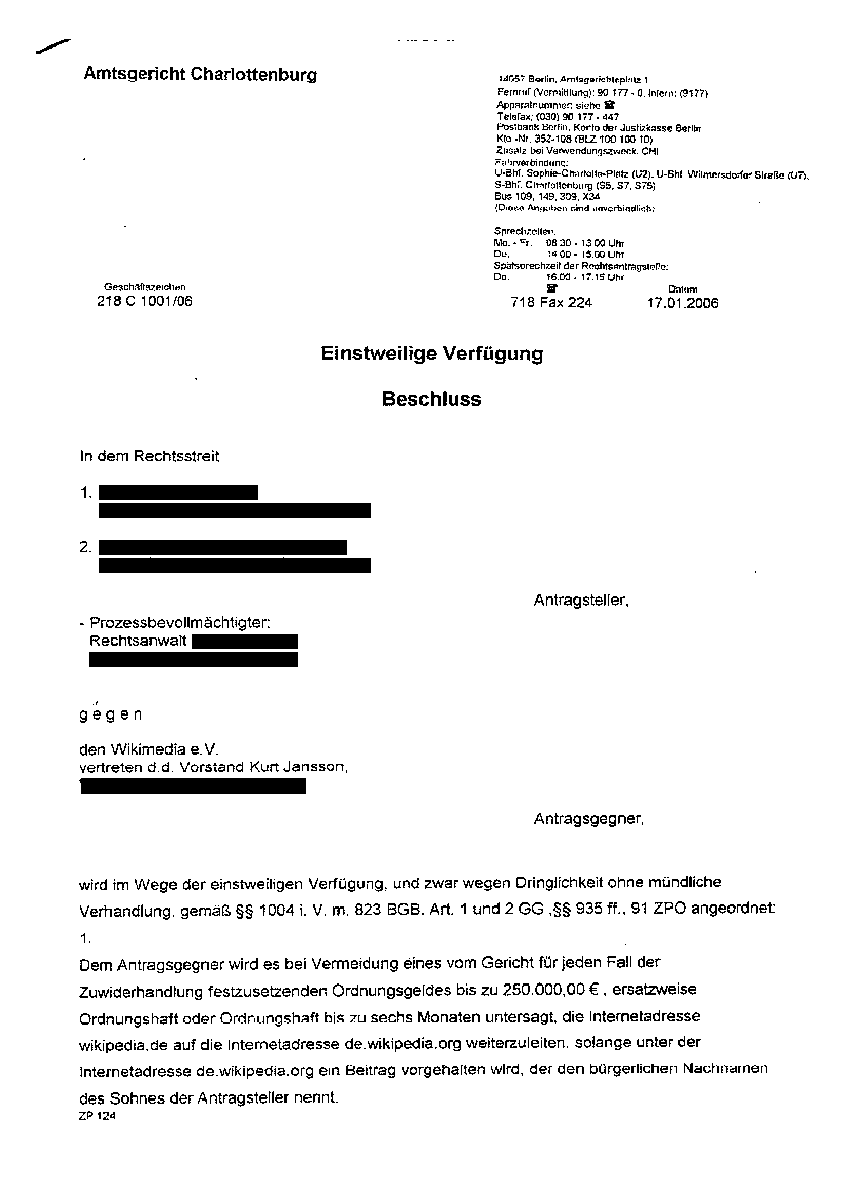
Beispiel einer einstweiligen Verfügung – Seite 1
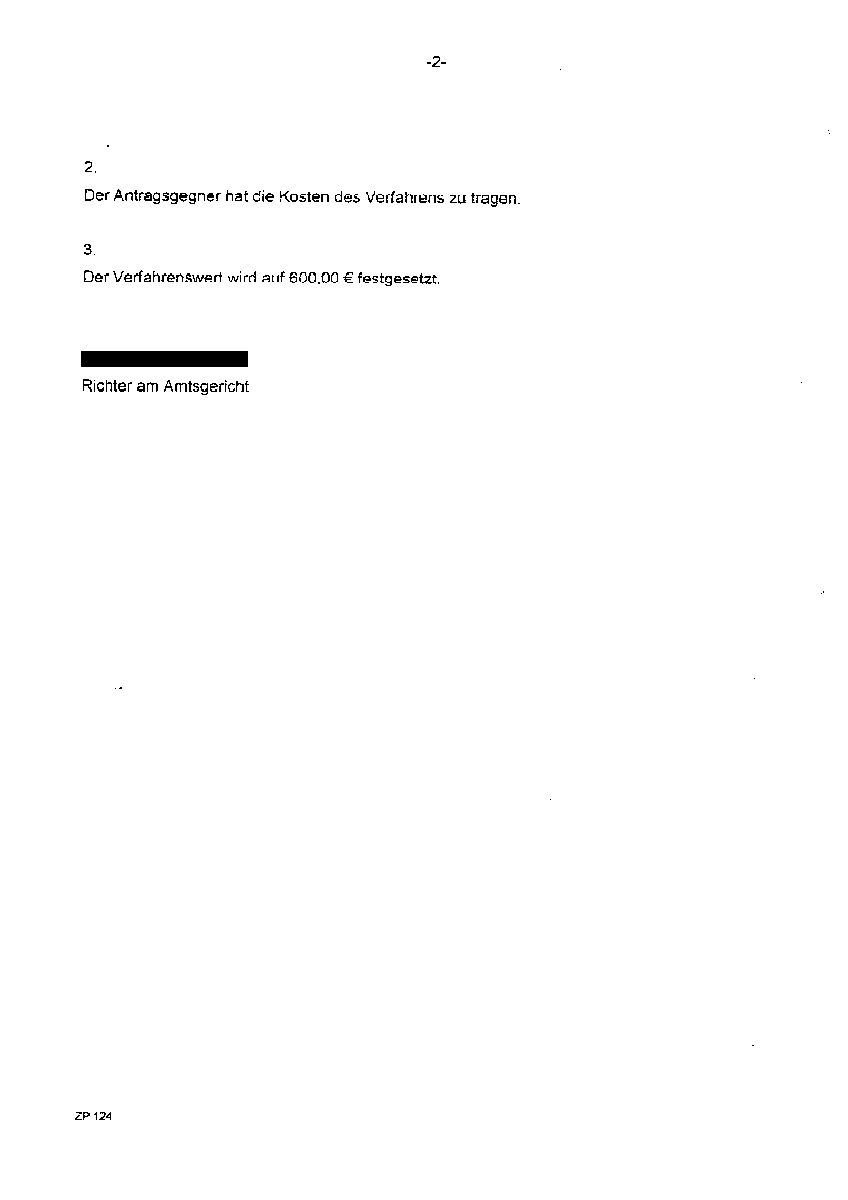
Beispiel einer einstweiligen Verfügung – Seite 2

## Gerichtsentscheidungen online (Rechtsprechungsdatenbanken)
Im Zuge der Digitalisierung des Rechtswesens sind auch die Texte gerichtlicher Verfügungen zunehmend online abrufbar. Nachweis und Bereitstellung erfolgen in Rechtsinformationssystemen.